# 代班特格拉特山
46°57′5″N 12°42′36″E / 46.95139°N 12.71000°E

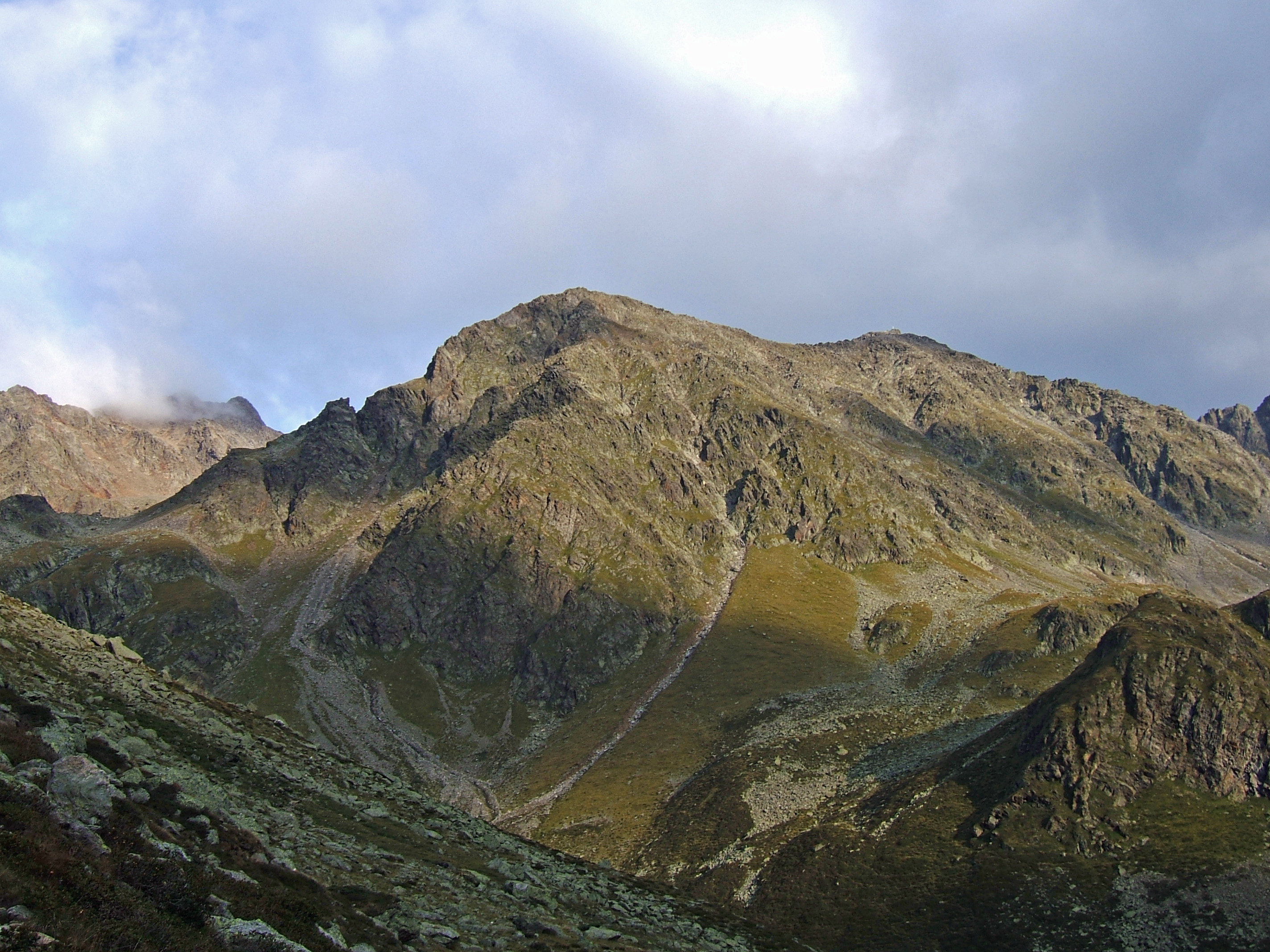

代班特格拉特山（德語：Debantgrat），是奧地利的山峰，位於該國西部，由蒂羅爾州負責管轄，屬於高地陶恩山脈的一部分，距離拉爾夫山0.5公里，海拔高度3,055米。